# Даниловка (Павлодарская область)
Даниловка (каз. Даниловка) — село в Павлодарском районе Павлодарской области Казахстана. Входит в состав Ефремовского сельского округа. Код КАТО — 556037200.

## Население
В 1999 году население села составляло 296 человек (141 мужчина и 155 женщин). По данным переписи 2009 года, в селе проживало 40 человек (20 мужчин и 20 женщин).